# Stefanie Petermichl
Stefanie Petermichl (1971) é uma matemática analista alemã, professora na Universidade de Toulouse, França. Temas de investigação incluem a análise harmônica, várias variáveis complexas, controle estocástico, e equações diferenciais parciais elípticas.

## Vida acadêmica
Petermichl estudou no Karlsruhe Institute of Technology, e, em seguida, fez uma pós-graduação na Universidade Estadual de Michigan, e completou o seu doutoramento em 2000, sob a supervisão de Alexandre Volberg. Depois de estudos de pós-doutoramento no Instituto de Estudos Avançados e a Universidade de Brown, Petermichl entrou para o corpo docente da Universidade do Texas em Austin, em 2005. Em 2007, Petermichl mudou-se para a Universidade de Bordéus, e depois para Toulouse, em 2009.

## Premiações
Petermichl ganhou o Prémio Salem 2006, "pelo seu trabalho em vários impactos cruciais para a teoria dos operadores singulare de vectores valorizados". Em 2012, a Acadêmie des Sciences deu-lhe o prémio Ernest Déchelle. Petermichl tornou-se membro do Institut Universitaire de France, em 2013.
Foi palestrante convidada do Congresso Internacional de Matemáticos no Rio de janeiro (2018: On the dyadic Hilbert transform).